# Pedro Roldán

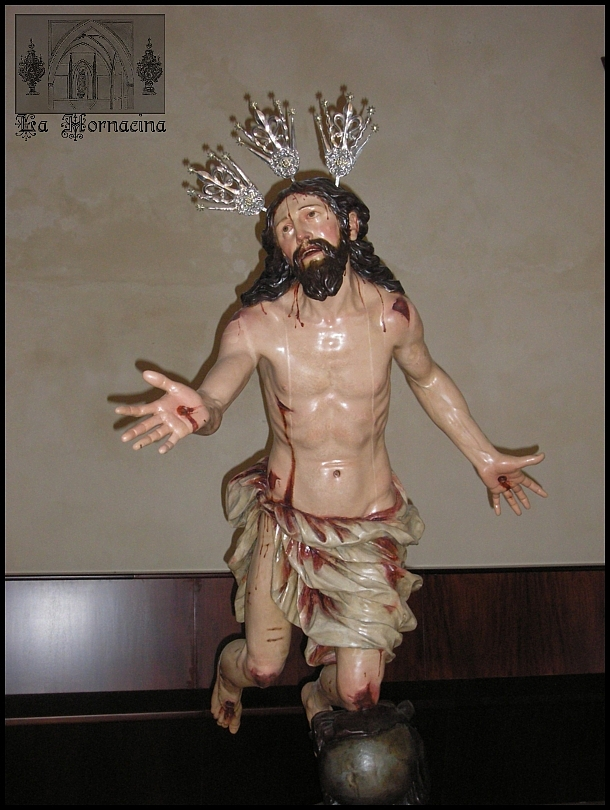
Cristo del Perdón, a Medina Sidonia.

Pedro Roldán y Nieva (?, 1624 - Sevilla, 1699) fou un escultor destacat del barroc andalús i espanyol. Pare de l'escultora Luisa Roldán, La Roldana.

## Biografia
Durant diverses dècades d'aquest segle es va considerar que era natural d'Antequera (Màlaga) o d'Orce (Granada). Gallego i Burín va publicar el 1925 la partida matrimonial de Roldán amb Teresa de Jesús Ortega i Villavicencio, que el seu casament es va celebrar a l'església de Sant Nicolau de Granada l'1 d'octubre de 1642. Segons aquest autor, Roldán era natural d'Antequera.
Heliodoro Sancho Corbacho (1950), va publicar l'expedient matrimonial incoat per descendents de Roldán, en el qual consta la declaració del mateix artista que manifesta ser natural de Orce, on vivia amb els seus pares. Es forma a Granada amb Alonso de Mena i l'any 1646 obre el seu propi taller a Sevilla. Un escultor vinculat estretament amb l'obra d'altres artistes com Murillo i Valdés Leal, mestre de mestres.
De formació naturalista, les seves talles evolucionen cap a un major barroquisme, amb un estil personal tan elegant com lliure de formes.
Mort a Sevilla, fou enterrat a l'església de San Marcos d'aquesta ciutat.

## Obres més destacades
- Part escultòrica del retaule de l'església de Santa Anna de Montilla
- Retaule El descendiment de les Vizcaínas (Església del Sagrari, a Sevilla).
- Retaule del Soterrament de Crist de l'Hospital de la Caritat de Sevilla.
- Escultures dels Quatre Evangelistes, els Quatre Doctors de l'Església i Sant Ferran per a la façana de la Catedral de Jaén.